# Verkhoúpie
Verkhoúpie (en rus: Верхоупье) és un poble de l'óblast de Tula, a Rússia, segons el cens del 2010 tenia 505 habitants.